# Экономическое возрождение России
«Экономическое возрождение России»  — науковий журнал, заснований у 1915 і після тривалої перерви відновлений в 2004. Журнал зареєстровано Федеральною службою з нагляду за дотриманням законодавства у сфері масових комунікацій та охорони культурної спадщини Російської Федерації (Свідоцтво від 10.11.2004 р. ПІ № ФС77-18838). Періодичність: 4 рази на рік. Мова видання: російська.

## Тематичні напрямки
- найважливіші галузі сучасної науки: теоретичні проблеми економіки, заснованої на знаннях; змішаної економіки (інститути, організаційно-управлінські структури і механізми їх поновлення); наукові основи концепції соціально-економічного стратегії Російської Федерації
- дослідження наукових проблем у таких галузях, як соціально орієнтована модель розвитку: соціальна відповідальність бізнесу, принципи соціальної відповідальності; проблеми забезпечення сталого та екологічно безпечного економічного зростання; соціально-економічна і екологічна безпека, економіка природокористування; економічний федералізм; система державного замовлення; якість економічного зростання; проблеми людського потенціалу
- наукові основи регіональної економіки та політики: сталого розвитку регіонів; стратегій територіального розвитку; проблем місцевого самоврядування; акцент зроблено на розвиток Північно-Західного регіону Росії
- загальноекономічні проблеми: технологічний розвиток Росії (стан, умови, перспективи); інноваційний та науково-технічний розвиток; інвестиції та інвестиційний клімат; глобалізація; підприємництво; міжнародна економічна інтеграція.

## Засновники
Автономна некомерційна організація «Інститут проблем економічного відродження» (Санкт-Петербург)

## Науково-редакційна рада
- В. В. Івантер — академік РАН, голова
- М. П. Войнаренко — доктор економічних наук, професор (Україна)
- В. М. Геєць — академік НАН України
- Р. М. Георгієв — доктор економіки, професор (Болгарія)
- А. Г. Гранберг — академік РАН
- Р. С. Грінберг — член-кореспондент РАН, головний редактор журналу «Мир перемен»
- І. І. Єлісєєва — член-кореспондент РАН
- О. П. Литовка — доктор географічних наук, професор
- В. В. Окрепилов — член-кореспондент РАН
- Ю. П. Панібратов — член-кореспондент РААБН
- Г. Х. Попов — доктор економічних наук, професор
- Я. М. Ружковскій — доктор економіки, професор (Польща)
- В. Т. Рязанов — доктор економічних наук, професор
- С. А. Сітарян — академік РАН
- Ю. В. Яковець — доктор економічних наук, професор.

Головний редактор — А. М. Асаул — доктор економічних наук, професор.

## Адреса редакції
194292, Санкт-Петербург (Росія). 3-й Верхній провулок, 6/А, к. 1